# 六大陸まちかど紀行
六大陸まちかど紀行（ろくたいりくまちかどきこう）はNHKBSの番組。

## 概要
2003年6月8日BSハイビジョンで放送開始の世界各国の文化を紹介する番組。各回異なるタレントやNHKアナウンサーが出演し、時には体を張って各地の文化や風習を紹介する。全11作が放送され、10年以上再放送が繰り返されている。2011年のBS再編からは一時BS1での放送だった。
BSハイビジョン時代は午前、午後とランダムな放送だったが、BSプレミアム開始以降は午前2時～4時台の放送となっている。放送開始から15年以上経ち、徐々に放送頻度が減っている。

## 番組内容
- オセアニア、中央アフリカ、アメリカ、インド、東南アジア、中央アフリカ、イタリア、スペイン、北アフリカ、南アメリカ、中米

## 出演者
- 羽野晶紀
- 皆川奈美
- 田京恵　（インド、中央アフリカ）
- 小田切千
- 兵藤ゆき
- 滝本尚美
- 生田せつこ
- 藤井かほり
- 田島絵里香
- 田中美奈子
- 北原雅樹
- 加藤紀子
- 仲田真紀子
- 真田真垂美
- 田中律子
- テツａｎｄトモ
- 藤森夕子

## テーマ音楽
- オープニングテーマ　「Dear Friends」　作曲山口道明[2]